# Jana Kratochvílová
Jana „Uriel“ Kratochvílová (* 14. ledna 1953 Gottwaldov) je zpěvačka, textařka a skladatelka původem z Moravy. Věnuje se hudbě na pomezí popu a rocku. Jde o osobnost s výstředním zjevem a zcela nezaměnitelným hlasovým projevem.

## Život
V dětství hrála na housle, dotáhla to jako první houslistka až k zahraničním turné, avšak v pubertě se chopila bratrovy kytary a její cesta tak změnila směr. Líbil se jí také tanec, gymnaziální léta protancovala v avantgardní skupině Franka Towena.
Její pěvecký debut v televizi proběhl v roce 1973 společně s Country Beatem Jiřího Brabce v pořadu určeném pro vojáky základní služby. Poté působila v divadle Dostavník, zpívala s Pražskými trubadúry, u Petra Hanniga, Josefa Laufera, se skupinami Variace, Jezinky, Bezinky, Expanze a Jazz Q Martina Kratochvíla. V letech 1976–1978 pak následovala skupina Kroky Františka Janečka. V roce 1979 založila svou vlastní kapelu Motor s bluesově-rockovým soundem, jejímž členem byl mj. Michal Pavlík (Čechomor). Od roku 1981 do roku 1983 zpívala s průkopnickou rock-reggae skupinou Heval (Pavel Trnavský, Zdeněk Juračka, Franta Kotva, Jiří Novotný).
Prakticky neustále měla velké problémy kvůli své výstřednosti, jež v socialistickém Československu nebyla vládnoucím režimem nijak vítána, setkávala se tudíž s mnoha zákazy a omezováním své umělecké dráhy.[zdroj?] V roce 1983 jí bylo povoleno účinkovat na hudebním festivalu v Irsku a vzápětí po jejím odjezdu bylo rozhlášeno, že emigrovala. Hudební nosiče byly staženy a Jana Kratochvílová „přestala oficiálně existovat“.[zdroj?] Na hudebním festivalu v Irsku získala několik ocenění a skutečně emigrovala do Anglie, protože v Československu by ji po návratu čekalo vězení.[zdroj?] V roce 1984 se k ní přidal i její přítel Jiří Hrubeš, bubeník kapel Pražský výběr a Žlutý pes.
V Londýně Jana Kratochvílová působila pod uměleckým pseudonymem Jana Pope. V roce 1985 podepsala spolu s Pavlem Trnavským a Jiřím Hrubešem exkluzivní smlouvu na LP Bohemian. Na nahrávání hostoval také baskytarista skupiny Level 42 Mark King. Deska vyšla v roce 1986 v deseti zemích západní Evropy a v Japonsku. V samotné Anglii vyšel pouze singl. Než došlo ke zrušení smlouvy (Jana se nepohodla s novým vedením Polydoru), stihla desítky rozhovorů pro světový tisk, radia a televizní stanice a několik živých vystoupení hlavně v Německu a Francii.[zdroj?]
Zpěvačka se se spolupoutníky Trnavským a Hrubešem v dalších letech dala na nezávislou dráhu, jistý čas studovala různé filosofie a obory alternativní medicíny, spolupracovala s řadou alternativních umělců, ať už to bylo ve stylu new age, nebo anarchistický hard core.[zdroj?] Anonymně zpívala také ve velkých kostelních sborech.
V 90. letech natočila několik esoterických, rockových i popových nahrávek pod několika uměleckými jmény (Z. Goddess, Zuru, Heretyka). Zejména se skupinou Illuminati pak jezdila na vystoupení především po Velké Británii – po klubech a alternativních festivalech.[zdroj?]
V roce 2003 se společně s Jiřím Hrubešem začali častěji vracet do staré vlasti – se svou novou skupinou Armadeica se vrátili na klubové a festivalové scény. V roce 2007 přejmenovali kapelu na Illuminati.ca. Kapelníkem je Jiří George Hrubeš, v současné sestavě (2016) účinkuje Pavel Thorn Trnavský (klávesy, perkuse), kytarista David Pavlík, baskytarista Jan Poky Pokorný. V předešlých letech kapelou prošli například Luba Kaštánek (kytara), nebo Ronoon (kytara) z kapely Imodium. Dlouhá léta v kapele hrála kytaristická legenda Zdeněk Baron Juračka. Koncertní show doplňuje dada-duo Meta Dance.
Jana Kratochvílová vždy z běžné produkce vyčnívala. Svým zjevem, odíváním a líčením působila podivně, avšak občas ji díky tomu pozvala televize do některého zábavného pořadu. Má bizarní kostýmy a doplňky a originální hlas s rozsahem od něžného sopránu po basové hloubky. Používá pseudonym Uriel.

## Diskografie
- LP Jana Kratochvílová (Supraphon 1980)
- LP Listen and Follow  (Artia 1981)
- LP Jana Pope – Bohemian (Polydor 1986, KMa s.r.o. 2007)
- MC Z Goddess – Joy of Transformation (Pragma/United Culture 1991)
- MC Z Goddess – Radiant Tones (Pragma/United Kulture Records 1991)
- CD Z Goddess – Immortality (Popron/United Kulture Records 1992)
- CD Z Goddess – Power Inside You (United Kulture Records 1994)
- MC Jana Pope – Goddess of Desire (United Kulture Records 1994)
- 2CD Jana Pope & Heval Live (Popron 1994)
- CD Illuminati – Anarchists Unite (Monitor records 1994)
- CD Demonterialize (1996)
- CD V stínu kapradiny (Bonton (1997)
- CD S láskou (Bonton (1998)
- CD Law of Illuminati (2002)
- CD Uriel (EMI 2004)
- CD Best of Jana Kratochvílová – Song! Song! (Supraphon 2006)
- CD Magica (2007)
- 2CD No a co! (To nejlepší & bonusy 1977–2011) (2011)
- CD Imunika Systemica (2014)
- CD Sound Eye Mission (2014)
- CD Matrix Exposed (2014)
- CD Ritualica (2014)
- CD Spiritica Angelica (2015)
- CD Vánoční Illuminace (2015)
- CD Z Goddess - Immortaliy (version 2015)
- CD New Bohemian (version 2016)
- CD Mantrum Illuminum (2017)
- CD 3 R (2017)
- CD Ruby Rose Mayhem (2017)
- CD Trinity (2019)
- CD Anarchy & Ecstasy (2020)
- CD Alpha Codes (2022)
- CD Y (2023)
- 2LP Now & Then (2023)

## Největší hity
- „V stínu kapradiny“
- „Copánky“
- „Dlouhá bílá žhoucí kometa“
- „Milování za svítání (Jdi hned ráno)“
- „Trajler BX60“
- „No a co“
- „Smaragdové lasery“
- „Publikum tvé jsem já“
- „Don't You Hear Me Screaming“
- „I'm Losing You“
- „Hej hej neváhej“
- „Archanděl spásy“
- „Růží princezna“
- „Korálky spásy“
- „Láska, nebe, peklo, ráj“

## Filmografie
- Jak se točí rozmarýny (zpěv)
- Hodinářova svatební cesta korálovým mořem
- Trhák (zpěv)
- Buldoci a třešně (zpěv)
- Malinový koktejl (zpěv)
- Straka v hrsti (zpěv)
- Břehy něhy (zpěv)
- Národ sobě